# Sid-Ahmed Slimani
 (mars 2021).
Si vous disposez d'ouvrages ou d'articles de référence ou si vous connaissez des sites web de qualité traitant du thème abordé ici, merci de compléter l'article en donnant les références utiles à sa vérifiabilité et en les liant à la section « Notes et références ».
Pour les articles homonymes, voir Slimani.
Sid-Ahmed Slimani (en arabe : سيد أحمد سليماني), né le 4 novembre 1958 à Tlemcen est un entraîneur algérien. Il est actuellement l'entraîneur du WA Tlemcen.

## Biographie
Sid-Ahmed Slimani entraîne de nombreux clubs en Algérie, dont l'ASO Chlef à deux reprises, tout d'abord de 2002 à 2003, puis de 2009 à 2010, et le MC Oran également à deux reprises, en 2011 puis en 2013. Il entraîne également l'USM Annaba de 2003 à 2004 puis en 2007, l'ASM Oran de 2006 à 2007 puis de 2018 à 2019, le CS Constantine et l'USM El Harrach, ainsi que divers autres clubs algériens,
Il remporte en 2016 la deuxième division avec l'Olympique de Médéa, permettant ainsi au club d'accéder en Ligue 1.

## Palmarès
Olympique de Médéa
- Championnat d'Algérie D2 (1) :
  - Champion : 2015-16.

MA Tétouan
- Botola Pro 2 :
  - Champion :1995